# Henry Hermand

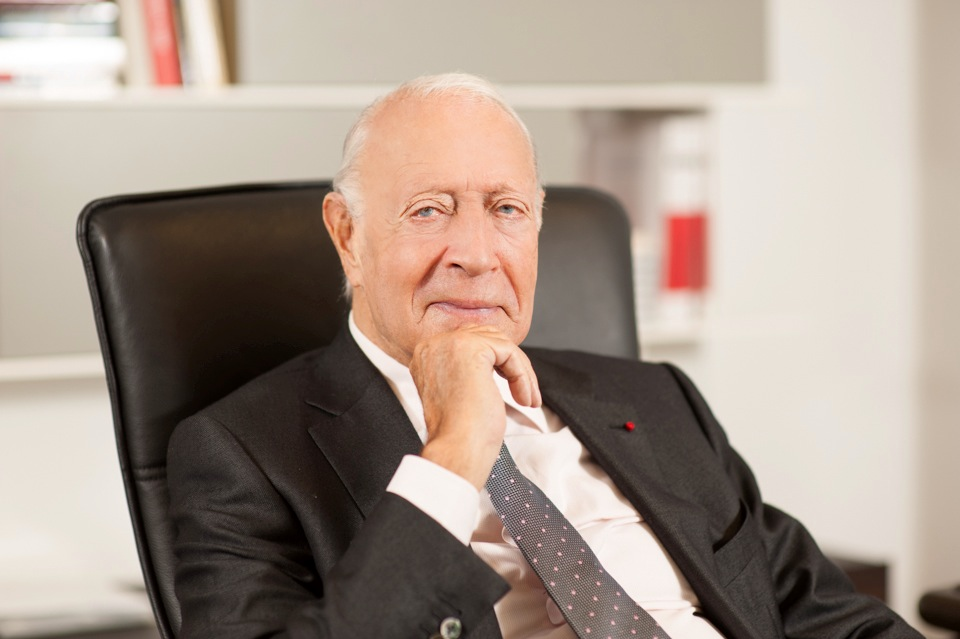
Henry Hermand

Henry Hermand (geb. 11. Juli 1924 in Clermont; gest. 6. November 2016 in Paris) war ein französischer Unternehmer, Chefredakteur und Politikberater. Er gründete Progest, ein Unternehmen, das Einkaufszentren in Europa, Nordafrika und Subsahara-Afrika aufgebaut hat, welches er 2006 an Klépierre verkaufte. Er war Mitbegründer von Terra Nova, einer Denkfabrik, die der Sozialistischen Partei nahesteht. Auch war er Mentor des heutigen französischen Präsidenten Emmanuel Macron und spendete für dessen Bewegung.

## Kindheit, Jugend und Ausbildung
Hermand wurde am 11. Juli 1924 als Sohn eines Lebensmittelgroßhändlers in Clermont an der Oise in Frankreich geboren. Er wurde katholisch erzogen.
Hermand besuchte das Lycée Janson de Sailly. Während des Zweiten Weltkrieges schloss er sich der Résistance an. Nach dem Krieg bewarb er sich vergeblich um Aufnahme in die École polytechnique. Jedoch erwarb er den Titel der licence de sciences.

## Berufsleben
Hermand begann sein Berufsleben als Physiker beim Commissariat à l’énergie atomique (CEA). Wegen seiner politischen Einstellung musste er jedoch die Einrichtung verlassen.
Hermand gründete nun die Firma Progest, ein Unternehmen, das Einkaufszentren gründet und betreibt. 1964 eröffnete er seinen ersten Supermarkt in Le Blanc-Mesnil. 1967 kaufte er von Élie de Rothschild ein Waldstück im Norden der Gemeinde Saint-Maximin; er machte daraus das zur Zeit der Eröffnung (1969) größte Gewerbegebiet der Picardie. Ein Jahr später lud er zum einjährigen Bestehen den Sänger Claude François ein. Das Konzert wurde von 10.000 Zuhörern besucht.
Hermand eröffnete in der Folgezeit Supermärkte und Einkaufszentren in den Vororten von Paris, im übrigen Europa einschließlich Italien, Spanien und der Tschechischen Republik, in Nordafrika (einschließlich Marokko) und Subsahara-Afrika. Häufig arbeitete er mit Édouard Leclerc, dem Gründer der E.Leclerc-Supermarktkette zusammen. 2006 verkaufte er seine Firma Progest an den Investor Klépierre, einen Real-Estate-Investment-Trust (REIT), der im CAC Next 20 notiert ist.
2007 gründete er HH Développement, eine Gesellschaft, die gewerbliche Immobilien entwickelt und verwaltet.

## Das politische Leben Hermands
Hermand schloss sich dem PSU an. Er stand Michel Rocard nahe. Er wurde zum Antikolonialisten und zum Antikommunisten. Er wurde in den 50er Jahren Mitglied der Redaktion von Esprit, einer politischen Zeitschrift. Er war Vorstandsvorsitzender und Präsident von Le Matin de Paris von 1985 bis 1987. Er gehörte 2014 zu den Gründern von Le 1, einer weiteren Zeitung.
Hermand war von 1989 bis 1994 Mitglied des Conseil économique, social et environnemental (CES). Er war Sponsor von La République des Idées, einer Denkfabrik, die der Historiker Pierre Rosanvallon  2002 gegründet hatte. Auch war er ein Mitbegründer und Sponsor von Terra Nova, einer der Sozialistischen Partei nahestehenden Denkfabrik.
Als Hermand Emmanuel Macron zum ersten Mal begegnete, war Macron 25 Jahre alt. Bald wurde er Macrons Mentor. Er gab Macron ein Darlehen über € 550.000, als dieser Finanzdirektor bei der Inspection générale des finances war; Macron kaufte von diesem Betrag sein erstes Apartment. 2007 war Hermand sein Trauzeuge bei der Hochzeit mit Brigitte Trogneux.  2016 stellte er ihm Büroräume für seine Organisation En Marche! zur Verfügung, die Macron bei der Wahlkampagne 2017 um das Präsidentenamt diente.
Hermand wurde am 28. Juni 1993 Offizier und am 31. Dezember 2013 Kommandeur der Ehrenlegion.

## Privatleben, Tod
Hermand wohnte in Paris und Senlis, im Département Oise. 2010 erschien seine Autobiographie L’ambition n’est pas un rêve.  2016 spendete er € 1 Million für die Fondation Georges Cziffra, um den Ankauf des Collégiale Saint-Frambourg in Senlis zu ermöglichen. Er hatte zuletzt (2016) ein Vermögen von geschätzt 220 Millionen €.
Hermand starb am 6. November 2016 in Paris. Er wurde 92 Jahre alt.

## Schriften
- Henry Hermand: L’ambition n’est pas un rêve. Editions du Seuil, Paris 2010, ISBN 978-2-02-103553-7.